# Abba Selama
Abune Abba Salama (env. 1818 – 25 octobre 1867) fut un Abune (métropolite) égyptien de l’Église éthiopienne orthodoxe sous le règne du Negusse Negest Tewodros II. 
Né en Égypte vers 1818 sous le nom d’Indriyas, il est éduqué à l’Église copte et à la mission protestante du Caire. Il a été élu et consacré Abune d’Éthiopie sous le nom de Selama, au début des années 1820. En 1841, il arriva en Éthiopie et s’intéressa rapidement aux affaires politiques et ecclésiastiques pendant les dernières années du Zemene Mesafent. Selama soutenait Dejazmach Wube Haile Mariam, qui régnait sur le Tigré et le Semien (1831-1855) et qui s’opposait à Ras Alula Qubi, qui contrôlait une partie du nord et du centre du pays. 
Il soutenait le Qibat, une doctrine religieuse partagée par les ewostatiens qui affirme que le Christ a acquis sa nature divine à la suite de l'onction du Saint-Esprit. Le Dejazmach utilisa Selama pour faire imposer ces vues onctionistes aux partisans Tewahedo, qui suivent le sost lidot, une thèse unioniste sur la nature du christ, lesquels incluait ses principaux ennemis dont le Ras. Selama excommunia nombre d'entre eux, ce qui créa une situation de révolte parmi les populations Tewahedo, notamment autour de Gondar. Selama se replia alors dans le Tigray (où le Qibat était accepté par la population locale), il y passera la grande partie de ces 12 premières années en Éthiopie. En 1854, Kassa Hailu arrangera une réconciliation entre Selama et l'Église éthiopienne. 
 
Le 11 février 1855, Selama couronna Kassa Hailu, Negusse Negest d'Éthiopie sous le nom de Tewodros II, celui-ci décida alors d’expulser les missionnaires catholiques et permit à Selama de s'exprimer dans les débats ecclésiastiques internes. Toutefois, cette bonne relation prendra fin en 1856, Selama est arrêté et celui-ci menacera par la suite d’excommunier les partisans du Negusse Negest. Une trêve sera obtenue temporairement par le patriarche d’Alexandrie, Qerlos, toutefois, elle sera rompue lorsque Tewodros va entreprendre une réforme ambitieuse qui visait directement les terres possédées par le clergé. En 1864, Selama est emprisonné sous l’ordre du Negusse Negest à Magdala où il mourra le 25 octobre 1867.